# František Kubr
František Kubr (3. prosince 1905 ve Slaném – 23. května 1958 v Praze), byl český divadelník a organizátor dělnického ochotnického divadla ve 20. a 30. letech 20. století .

## Mládí
František Kubr pocházel z chudé rodiny (otec zemřel ve 33 letech, matka zůstala sama s 3 dětmi). Vyučil se cukrářem ale protože toto povolání neměl rád a práci v oboru stejně nedostal, pracoval porůznu jako pomocný dělník. Slánsko a Kladensko, průmyslové oblasti s čilým proletářským životem jej přivedly k politické činnosti, ale hlavně k ochotnickému divadlu. Divadlo začal hrát v roce 1925. Vzdělával se v divadelní teorií. Později – už jako delegát DDOČ se účastnil několika mezinárodních akcí (např. 1931 sjezdu dělnických divadelníků v Berlíně, 1933 Mezinárodní divadelní olympiády v Moskvě ).

## Svaz DDOČ

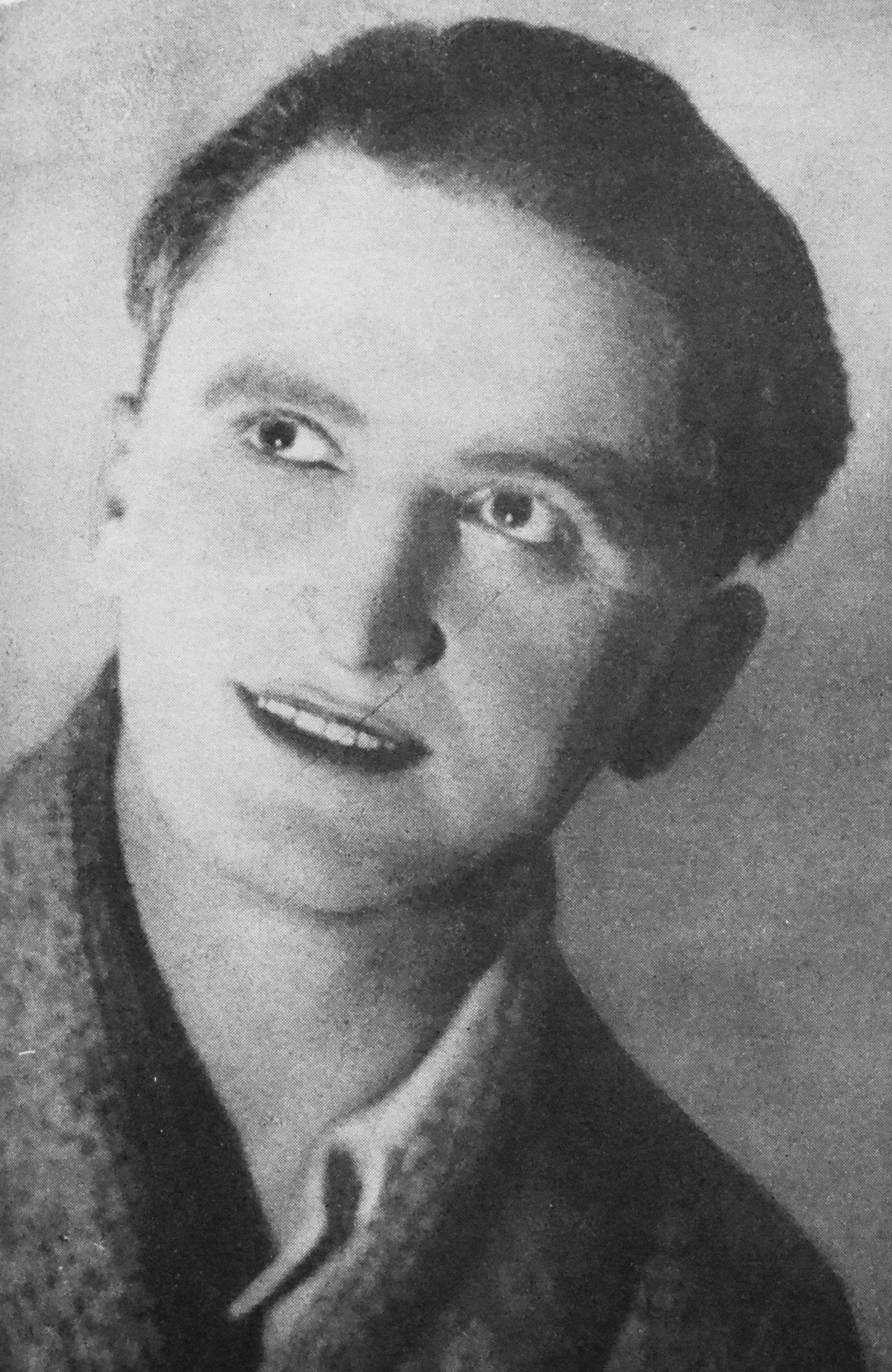
V roli Nila z Gorkého Měšťáků (kolem roku 1937)

V letech 1928–1938 pracoval ve Svazu DDOČ (Svaz dělnických divadelních ochotníků Československa) . Pro své organizační nadání se brzy stal členem představenstva svazu, pak tajemníkem a od roku 1935 placeným sekretářem svazu . V rámci DDOČ se také podílel na vzniku hudební a taneční sekce, která začala spolupracovat i s autory písní pro trampské hnutí . Jako herec působil v Dělnickém ochotnickém spolku Jiří Wolker v Praze na Žižkově  a v Dělnickém divadle Svítání v Nuslích. Hrál Karla IV v Noci na Karlštejně, Záleského v Tylově Bankrotáři aj. Pro představení Gorkého hry Měšťáci v roce 1936 dal svaz DDOČ dohromady soubor z nejlepších jednotlivců pražských souborů. Hru nastudoval režisér František Spitzer s Antonínem Kuršem v roli Tětěreva a s Františkem Kubrem v roli Nila. Svaz získal patronát 54 pražských závodů a továren. Hra měla v letech 1936–1938 54 repríz, vč. zájezdů po celé republice a vzbudila velký ohlas ,.
Organizoval kurzy pro ochotníky, podílel se na vydávání repertoárové knižnice ochotnického divadla a pomáhal organizovat návštěvy dělnického obecenstva v pražských divadlech. V letech 1929 až 1938 přispíval do časopisu Dělnické divadlo, který vydával svaz DDOČ . Ve své divadelní činnosti propagoval spolupráci s profesionály, mezinárodní solidaritu a úzce spolupracoval s Klubem českých a německých divadelních pracovníků. Ke spolupráci získal mj. levicově orientované režiséry Antonína Kurše a Jindřicha Honzla, choreografky a tanečnice Jarmilu Kröschlovou a Miru Holzbachovou, herce Jaroslava Průchu, Františka Vnoučka a další .

## Lidové divadlo

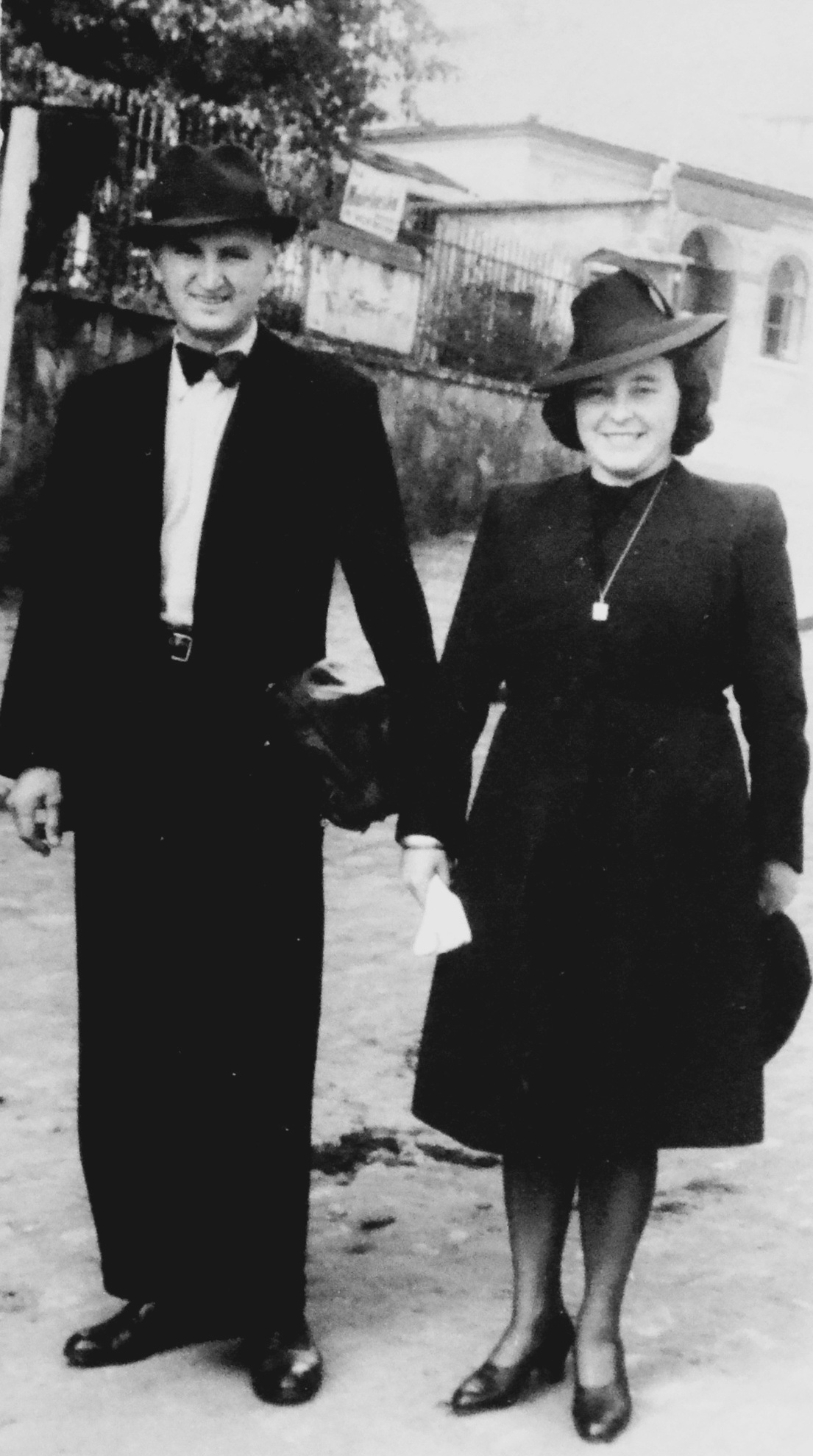
Se svojí budoucí manželkou Marií (v době působení v Lidovém divadle, kolem roku 1940)

František Kubr byl jedním z iniciátorů vzniku Lidového divadla – návštěvnické sekce Klubu českých a německých divadelních pracovníků (spolu s Jaromírem Dohnalem, Jiřím Kupkou a Františkem Spitzerem ), V tomto Klubu dále působili např. herec a režisér Václav Vydra, Hanuš Thein, František Salzer, Edmond Konrád, Otakar Jeremiáš, za německé divadelníky pak mj. Walter Taub a Bedřich Valk ,.
Za války, po rozpuštění Svazu DDOČ , pracoval v kanceláři návštěvnické obce Lidového divadla spolu s bývalými pracovníky svazu Marií Spitzerovou a Ladislavem Nejedlým. Lidové divadlo se podílelo nejen na zajišťování návštěvnosti divadel, pořádání kulturních večerů a dalších akcí ale i na ilegální činnosti ,. I za války vedl Dělnický ochotnický spolek Jiří Wolker v Praze na Žižkově.

## Další činnost
V období 1945–1952 pracoval v Ústřední radě odborů  (nejdříve v referátu závodních klubů, pak byl odsunut do rekreačního oddělení) a od roku 1953 v divadelním oddělení Ústředního domu lidové tvořivosti . V letech 1951 až 1958 přispíval mimo jiné do ochotnických časopisů Lidová tvořivost a Ochotnické divadlo. V nových podmínkách se snažil navázat na práci před válkou, ale doba se vyvíjela značně jinak, než o tom kdysi snil.

## Rodina
Obě jeho dcery se věnují dlouhodobě amatérskému divadlu a aktivně pracují v Divadle Esence – Marie jako režisérka, Božena jako herečka. Také dcera Boženy – Elmíra (* 1977, provdaná Švábová) a její manžel Karel Šváb jsou členy souboru divadla Esence .

## Citát
| „              | Jeho znalosti z historie, z dějin dělnického hnutí vůbec, zvláště z dějin divadla, byly obdivuhodné, uvážíme-li, že je získával po úmorné každodenní dřině, v neustálém shonu a putování za prací. | “ |
| — Antonín Kurš | |   |

## Divadelní role a režie, výběr
- 1936 Maxim Gorkij: Měšťáci, role: Nil, Ústřední soubor DDOČ, Varieté Karlín, režie František Spitzer (v roli Tětěreva vystoupil Antonín Kurš)
- 1936 Clifford Odets: Kde je Leffty?, Ústřední soubor DDOČ, Hajnovka, režie Antonín Kurš (česká premiéra)
- 1941 Pásmo z her Hanse Sachse, L. Stroupežnického, M. J. Lermontova: Sedláci, rytíři a bohatýři, Děl. ochot. spolek Jiří Wolker
- 1943 Guimer: V nížině, Děl. ochot. spolek Jiří Wolker
- 1944 J. K. Tyl: Bankrotáři, Záleský, Děl.ochot.spolek Jiří Wolker
- A. N. Ostrovskij: Nebylo groše a najednou dukát, Baklušin, Lidové divadlo
- Jaroslav Vrchlický: Noc na Karlštejně, Karel IV., Lidové divadlo

## Tvorba

### Literární
- O divadlo života (kniha vzpomínek, vydáno posmrtně, uspořádala jeho manželka Marie Kubrová, Orbis, Praha 1959)

### Písňová
- Píseň o New Yorku (pro hru Clifforda Odetse Kde je Leffty?), hudba Vít Nejedlý
- Pochod jednotné dělnické fronty, hudba Vít Nejedlý
- Partyzánská
- Píseň mládeže